# Casco tracio

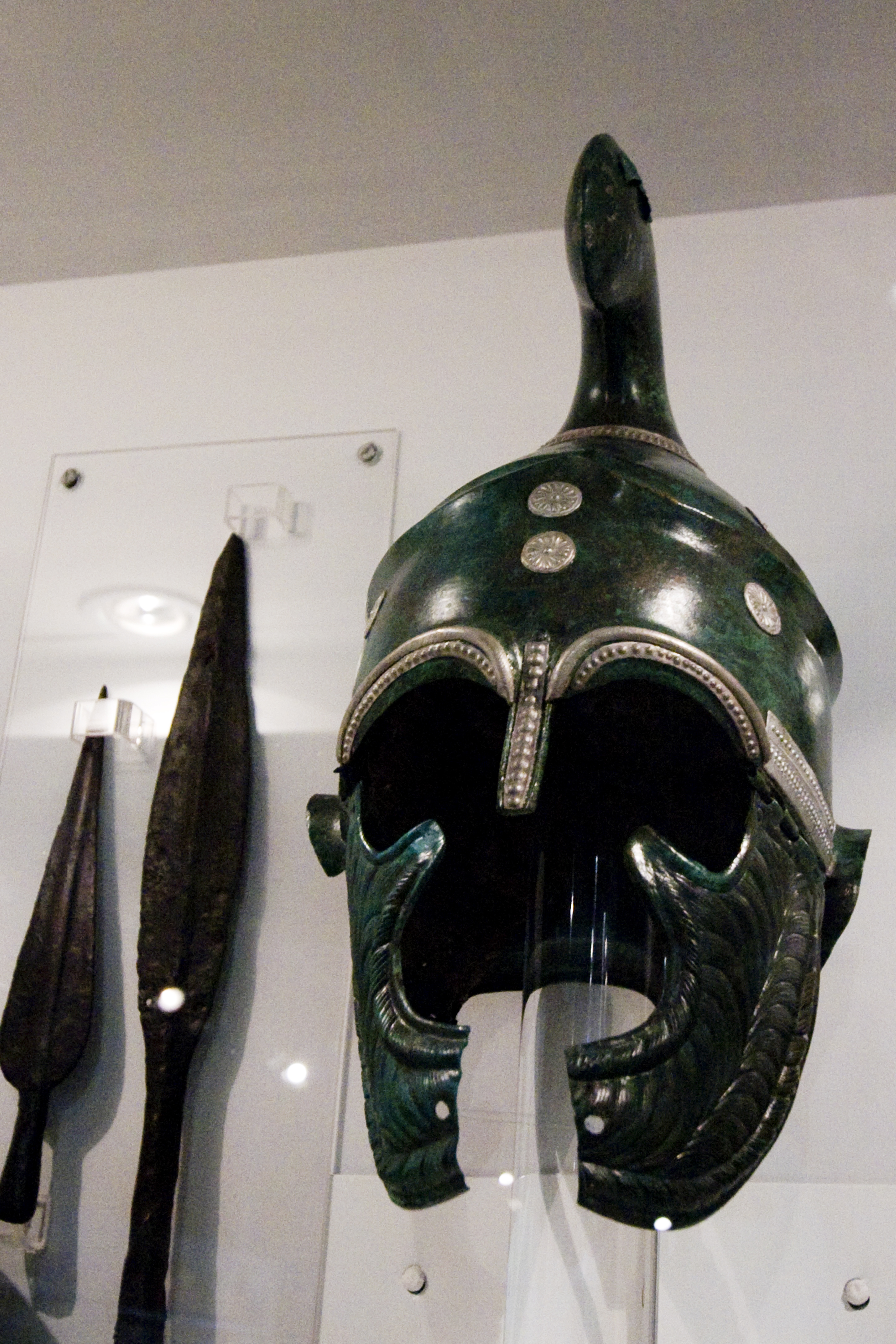
Casco tracio de bronce y plata.

El casco tracio (en griego antiguo,Θρακικό πλοίον, y en griego Θρακικό Κράνος) fue un casco, normalmente de bronce, oriundo de la zona de Tracia. Se puede confundir con un casco frigio, pero a diferencia de éste, lleva protección para la cara. Este yelmo es muy conocido ya que se le atribuye a los gladiadores en el Coliseo romano.
A pesar de que no se han hallado restos por las zonas orientales, se puede conjeturar por algunos escritos que fue usado por los persas y por otras civilizaciones del sureste de Europa (La península Anatolia) y el nordeste de África (Egipto).
Este casco solía pertenecer a los soldados más adinerados, es decir, pertenecía a una élite del ejército al que servían. De todos modos solo son suposiciones debido a que los restos son muy escasos y la mayoría en ajuares funerarios de personas acomodadas, lo que nos hace pensar en que debía de significar un alto rango en la sociedad.
- Datos: Q129733